# Земляные кукушки
Земляные кукушки (лат. Neomorphus) — типовой род наземных кукушек из подсемейства бегающих кукушек (Neomorphinae) семейства Cuculidae. Несмотря на относительно большой размер, они очень скрытны и мало заметны. Их ареал ограничен влажными первичными неотропическими лесами, и, несмотря на их внешнее сходства, они не связаны тесно с азиатскими наземными кукушками из рода Carpococcyx.

## Виды
В состав рода включают пять видов:
- Рыжегузая земляная кукушка (Neomorphus geoffroyi)
- Чешуйчатая земляная кукушка (Neomorphus squamiger)
- Красноклювая земляная кукушка (Neomorphus pucheranii)
- Полосатая земляная кукушка (Neomorphus radiolosus)
- Краснокрылая земляная кукушка (Neomorphus rufipennis)